# Cephalocassis
Cephalocassis — рід риб з родини Арієві ряду сомоподібних. Має 3 види.

## Опис
Загальна довжина представників цього роду коливається від 26 до 30 см. Голова конусоподібна. Очі маленькі. Є 3 пари доволі довгих вусів. Тулуб витягнутий, в районі спинного плавця спина піднята, утворюючи своєрідний горб. Спинний плавець високий, з 5-7 променями, з короткою основою. Жировий плавець маленький. Грудні плавці великі. Черевні плавці помірно широкі, з короткою основою. Анальний плавець доволі довгий. Хвостовий плавець великий, сильно роздвоєно.
Забарвлення сріблясте або світло-коричневе. Облямівка плавців чорного або червоного кольору.

## Спосіб життя
Воліють до прісних та солонуватих вод. Зустрічаються також в озерах. Активні у присмерку та вночі. Вдень тримаються схованок біля дна. Живляться молюсками, ракоподібними і рибою.

## Розповсюдження
Мешкають у нижній течії річки Меконг і річках Індонезії та Малайзії.

## Види
- Cephalocassis borneensis
- Cephalocassis manillensis
- Cephalocassis melanochir